# Dendranthema hypargyrum
Dendranthema hypargyrum là một loài thực vật có hoa trong họ Cúc. Loài này được (Diels) Y.Ling & C.Shih mô tả khoa học đầu tiên năm 1980.